# E56号線
E56号線 (E56ごうせん、英: European route E56) はヨーロッパを東西に走っている欧州自動車道路のAクラス幹線道路。
ドイツのニュルンベルクを基点にオーストリアのザットレットまでを結ぶ。

## 経路

### 経過する主要都市
- ドイツ
  - E45号線,E50号線,E51号線 - ニュルンベルク
  - レーゲンスブルク
  - パッサウ

- オーストリア
  - E552号線 - ヴェルス
  - E57号線 - ザットレット（英語版）